# Wilgenvlosnuitkever
Wilgenvlosnuitkever (Tachyerges salicis) is een keversoort behorend tot de snuitkevers.

## Kenmerken
De wilgenvlosnuitkever heeft een lengte van 2,2 tot 2,8 mm.